# 시모카와조이촌
시모카와조이촌(下川沿村)은 아키타현 기타아키타군에 설치되었던 촌이다.현재의 오타테시 중심부 서쪽 일대, 요네시로 강 우안, 오우 본선 시모카와 연역 주변에 해당한다.

## 역사
- 1889년 4월 1일 - 정촌제 시행에 의해 4촌의 구역으로 성립하였다.
- 1914년 7월 1일 - 아키타 철도가 오다테 역에서 오기타 역까지 개업하고 가타야마 정류장이 설치되었다.
- 1934년 6월 1일 - 아키타 철도가 일본 국유 철도에 인수됨과 동시에 가타야마 정류장이 폐지되었다
- 1955년 3월 31일 - 오다테시에 편입되어, 동일 시모카와조이촌이 폐지되었다.

## 교통

### 철도
- 일본국유철도
  - 오우 본선
- 아키타 철도
  - 하나와 선 (1914년에 설치되었고.1934년 국철에 의한 매수되어 폐지되었다))

### 도로
- 국도 제7호선

## 출신유명인
- 고바야시 다키지 (소설가)